# Zendvergunning (Vlaanderen)
Om via FM te mogen uitzenden, moeten Vlaamse particuliere radio-omroeporganisaties beschikken over een zendvergunning, die namens de Vlaamse Regering door de Vlaamse minister van Media wordt toegekend. Het Zendvergunningenbesluit (het Besluit van de Vlaamse regering betreffende de toekenning van zendvergunningen aan de erkende particuliere landelijke, regionale en lokale radio-omroepen) is hiervoor de juridische basis.
Eind 2021 waren er drie private landelijke radio-omroeporganisaties die over heel Vlaanderen uitzenden: Qmusic, Joe en Nostalgie.

## Radiodecreet 2000
Begin de jaren 2000 stuurde de VLD aan op meer lokale radio. Onder Rik Daems (Minister van Telecommunicatie, Overheidsbedrijven en Participatie) en Dirk Van Mechelen (Minister van Economie, Ruimtelijke Ordening en Media) werd een "Radiodecreet" gelanceerd.
Initieel zouden twee landelijke commerciële radio's op de FM-band worden voorzien. Deze radio's moesten aan een aantal voorwaarden voldoen: in Vlaanderen of Brussel gelegen zijn, in het Nederlands, minstens 4 nieuwsbulletins per dag opgesteld door een eigen redactie van erkende beroepsjournalisten, en jaarlijks een overleg met het Vlaams Commissariaat voor de Media. Er werden zeven kandidaturen ingediend: Q-Music (VMMa), Energy Vlaanderen (oa. Concentra), Nova-FM, Contact 2, 4FM (Think Media), VT4 en Finnpage Oy.
De beslissingsprocedure werd geleid door de VLD. Die procedure was strategisch belangrijk voor de toenmalige Persgroep: enerzijds wou de grootste Vlaamse mediagroep zijn radiozender Q-Music goedgekeurd krijgen, anderzijds wou het ook Radio Contact van concurrent RTL buiten houden. Op 6 september 2001 werd de beslissing genomen. De Persgroep kwam als winnaar uit de procedure: Q-music en 4FM verkregen de erkenning.
Er waren hardnekkige geruchten dat er politieke inmenging was in de beslissing. Zo werd voor de beslissing financieel gespeculeerd op de eigenaar van 4FM.
Het frequentieplan ging in mei 2004 in voege. Op dat moment startten ook de provinciale zenders: Antwerpen 1, Radio Contact Vlaams-Brabant, FM Limburg, Radio Go (Gent) en Radio Mango (West-Vlaanderen).
De overwinning van De Persgroep was volledig toen 4FM in financiële problemen kwam, en werd overgenomen door De Persgroep.

## Wijzigingen 2007
In 2007 werden een aantal wijzigingen doorgevoerd aan de wet. Het liet de provinciale radiozenders toe samen te werken over gans Vlaanderen. Al snel beslisten Corelio (Radio Go), Roularta (Radio Mango) en Concentra (Antwerpen 1) om samen te werken, dit werd Radio Nostalgie. Ook werd het niet langer verplicht om jaarlijks te overleggen met het commissariaat voor de media, waardoor ook de oorspronkelijke voorwaarde voor een eigen redactie niet meer werd afgedwongen.

## Beauty contest 2021
Had Radiodecreet stelde voor dat de landelijke radio's om de negen jaar opnieuw verdeeld moesten worden. Dit bleef dode letter: de drie nationale radiozenders konden een twintigtal jaar blijven uitzenden zonder te moeten vrezen de licentie te verliezen. Hierop kwam kritiek vanuit verschillende hoek, ook vanuit Europa. Daarom werd in 2020 beslist de vergunningen opnieuw te verdelen.
Er waren vijf kandidaten: de drie bestaande nationale zenders, en daarnaast ook Studio 100 die een nieuwe informatiezender voor volwassenen wou opstarten, en Telenet, dat zijn bestaande radiozender NRJ wou laten groeien. Ook Tomorrowland had interesse getoond voor zijn One World Radio, en ook Stadsradio Vlaanderen had initieel interesse, maar deze partijen stelden zich niet officieel kandidaat.
Op 9 februari 2022 besliste de bevoegde minister Benjamin Galle dat de drie bestaande radiozenders konden blijven uitzenden. Het leidde tot felle kritiek toen bleek dat de aanbesteding stuntelig was verlopen, en onder meer Studio 100 diende beroep in tegen de beslissing.

### Opvolgen vergunningen
Uit onderzoek van de Vlaamse Regulator voor de Media blijkt dat Nostalgie+ de voorwaarden van het Mediadecreet niet volgt, zo is er bijvoorbeeld te weinig live-programmatie of interactie op het radiostation. Om die reden werden in 2023 en 2024 boetes opgelegd.